# Silnik długoskokowy
Silnik długoskokowy – silnik spalinowy w którym skok tłoka jest większy niż 1,2 średnicy cylindra (S/D>1,2). Silniki długoskokowe są częściej silnikami o zapłonie samoczynnym, w mniejszym stopniu o zapłonie iskrowym.
Mają następujące zalety:
- większy skok daje lepszą sprawność termodynamiczną silnika,
- mniejsze siły gazowe są korzystne dla pracy korbowodu i wału korbowego,
- długi skok daje możliwość uzyskania korzystnego kształtu komory spalania w głowicy, przy zachowanym, wymaganym stopniu sprężania.

Są jednakże obarczone też wadami:
- długi skok ogranicza większą prędkość obrotową silnika z uwagi na wzrost średniej prędkości tłoka w cylindrze,
- rośnie wysokość silnika,
- rośnie masa silnika.

Silniki z krańcowo długim skokiem (S/D >2,5) są najczęściej wysokoprężnymi wolnoobrotowymi silnikami wodzikowymi do napędu statków.